# Lehliu Gară
Lehliu Gară – miasto w południowej Rumunii, w okręgu Călărași (Muntenia). 

## Historia
Miejscowość powstała podczas budowy linii kolejowej Bukareszt-Feteşti. Prawa miejskie otrzymała 18 kwietnia 1989 roku. Liczy 6567 mieszkańców (dane na rok 2002). Pracują oni głównie w rolnictwie. W lutym 2007 roku Biomart Energy otworzył tu zakład produkujący biodiesel zatrudniający około 250 osób. W mieście działa od 1973 roku nowoczesny szpital Lehliu-Gară. 

## Burmistrzowie
- Ion Ileana[4]
- Iulian Iacomi (2008–)[5][6]